# Rose McGowan
Rose Arianna McGowan (Certaldo, 5 settembre 1973) è un'attrice, cantante e attivista statunitense.
Come attrice è conosciuta principalmente per il ruolo di Paige Matthews nella serie televisiva Streghe (2001-2006), per il ruolo di Tatum Riley in Scream (1996) e per le interpretazioni nei film della serie Grindhouse.

## Biografia
Secondogenita (di sei figli) di Daniel McGowan, un artista statunitense di origini irlandesi, e di Terri, una scrittrice statunitense di origini francesi, Rose è nata e ha trascorso l'infanzia a Certaldo, in Italia, in quanto la sua famiglia faceva parte della locale sezione del movimento religioso Bambini di Dio. L'attrice successivamente dichiarò: «la mia famiglia è fuggita quando hanno iniziato a predicare le relazioni sessuali tra adulti e bambini. Sono cresciuta in un ambiente pastorale ma il resto non mi piaceva per niente. Le donne della setta erano trattate da inferiori»; fu il padre che decise una notte di fuggire, con tutta la famiglia (all'epoca era bigamo, quindi portò con sé entrambe le mogli).

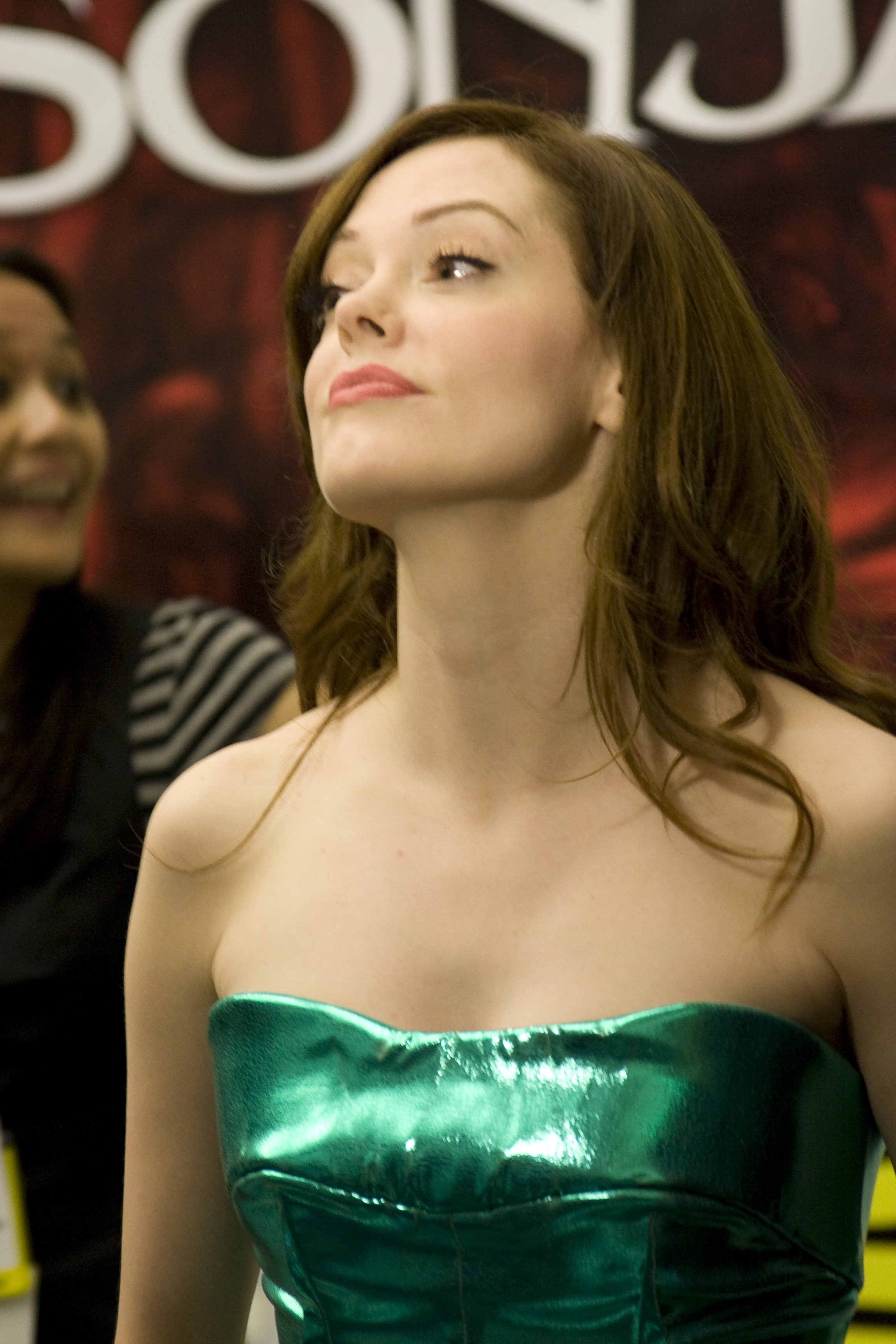
McGowan nel 2008

Fino ai nove anni ha vissuto in Toscana e ha viaggiato in Europa coi genitori, che divorziarono pochi mesi dopo; quindi si trasferì dapprima in Canada, a Montréal, e poi negli Stati Uniti, inizialmente a Springfield e in seguito a Gig Harbor. L'attrice parlava ma non era solita usare la lingua inglese, finché non arrivò oltreoceano. Rose ha vissuto i primi anni dell'adolescenza tra casa della madre e del padre per poi trasferirsi a Seattle da una parente e poi, assieme alla madre, a Los Angeles, decidendo poi di emanciparsi all'età di quindici anni per vivere indipendentemente.
Rose ha avuto il suo debutto come attrice all'età di diciannove anni, nel 1992, con un piccolo ruolo nel film Il mio amico scongelato. Il suo ruolo in una commedia nera del 1995, Doom Generation, attirò su di lei l'attenzione dei critici cinematografici e ricevette una candidatura per il miglior debutto all'edizione 1996 degli Independent Spirit Awards. Nello stesso anno fu inoltre scelta per il ruolo di Tatum Riley, "migliore amica" di Sidney Prescott, nel cult movie horror Scream.
Durante la seconda parte degli anni 1990, Rose ha partecipato a film indipendenti come Southie (2000), Vivere fino in fondo e Lewis and Clark and George (1997) nonché l'adattamento del 1998 di Phantoms, dal romanzo di Dean Koontz. Nel 1999 ha invece preso parte a un'altra commedia nera, Amiche cattive, in cui interpretava una studentessa delle superiori che cercava di nascondere il suo coinvolgimento nell'omicidio di un'amica.

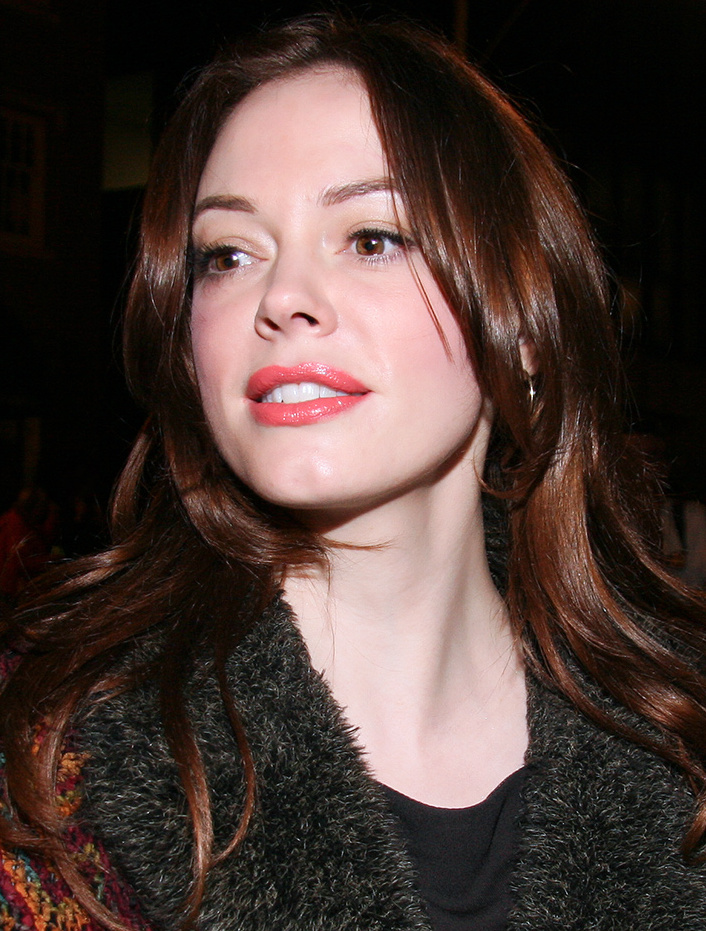
McGowan nel 2008 al Toronto International Film Festival

Nel 2001, dopo alcune piccole parti (come un ruolo nel film a tema wrestling, Pronti alla rissa, dove ha interpretato un'addetta al box-office), e la sua partecipazione a Monkeybone, Rose entra nel cast fisso della popolare serie TV Streghe, dove dalla quarta stagione subentra a Shannen Doherty. Per questa sua interpretazione riceve un Family Television Award. Nel maggio del 2005 ha poi interpretato la cantante/attrice Ann-Margret nella miniserie della CBS sulla vita di Elvis Presley.
Nel 2007 viene scelta come protagonista del doppio capitolo cinematografico Grindhouse, di Quentin Tarantino e Robert Rodriguez: in Grindhouse - A prova di morte ricopre il ruolo dell'ingenua Pam, e in Grindhouse - Planet Terror della spogliarellista Cherry Darling.

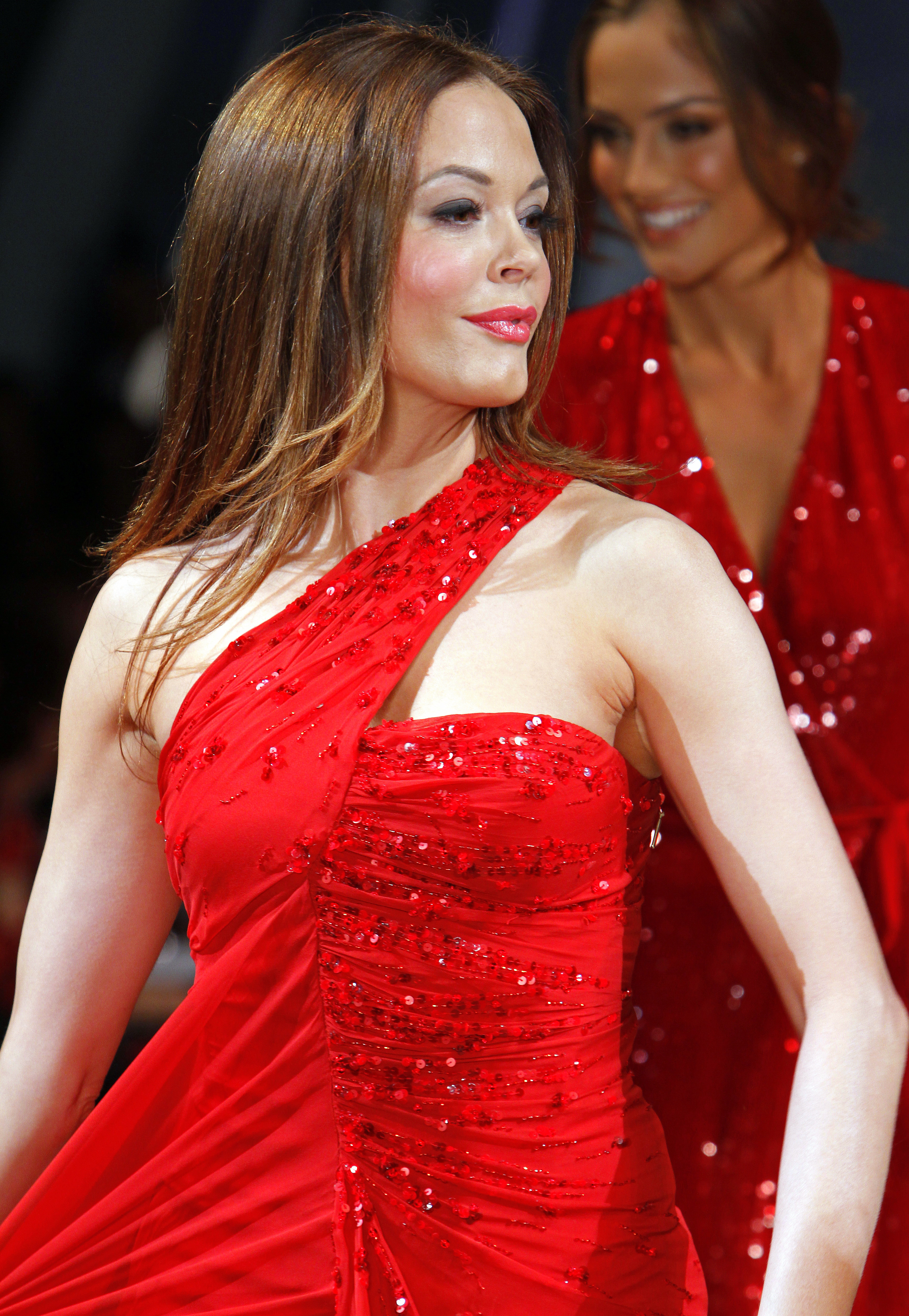
McGowan nel 2012 all'evento benefico Heart Truth's Red Dress Fashion Show promosso dall'HHS.

In qualità di attrice, nel 2008 presenta The Essentials, vetrina cinematografica settimanale del canale televisivo TMC. Successivamente è stata scelta per alcuni film "fantasma", ovvero non più girati a causa della crisi finanziaria che ha colpito l'industria cinematografica. Ha poi recitato in Fifty Dead Men Walking e nella sesta stagione del medical Nip/Tuck, accanto a Julian McMahon, già suo collega in Streghe.
Nel 2010 inizia le riprese di Dead Awake, dove la McGowan interpreta la protagonista Charlie. Sempre nello stesso anno inizia le riprese di Machete, il film splatter di Robert Rodriguez, dove impersona la serial-killer Ginger in una sola scena; nel montaggio definitivo tale sequenza è stata, però eliminata, ma è possibile visionarla tra i contenuti speciali dell'edizione DVD.
L'anno seguente interpreta Marique, un personaggio metà umano e metà strega, nel film Conan the Barbarian di Marcus Nispel. Ancora nel 2011 inizia le riprese di Rosewood Lane, thriller di cui la McGowan è protagonista interpretando il ruolo di Sonny Blake, una psicologa perseguitata da un inquietante ragazzo; e in The Pastor's Wife, film TV ispirato a una storia vera, in cui la McGowan interpreta la protagonista, Mary Winkler, una casalinga che uccide il proprio marito. Partecipa poi alla serie C'era una volta della ABC dove recita per la terza volta nei panni di una strega, Cora, ovvero la regina di cuori.
Nel settembre 2015 debutta come cantante con il singolo RM486 accompagnato da un video diretto da Jonas Åkerlund; in un'intervista ha dichiarato: «mi sono svegliata un giorno e mi sono resa conto che odiavo e avevo sempre odiato recitare. Sono per la maggior parte uomini a scrivere le sceneggiature, perciò per quindici anni ho dato voce a pensieri maschili». Nel luglio 2016 dirige il video musicale del remix di Catman (The Rosies Are Coming), canzone di Yōko Ono.
Nell'ottobre 2017, insieme alla collega Ashley Judd, è stata tra le prime a denunciare pubblicamente le molestie sessuali subìte anni prima dal produttore Harvey Weinstein: il gesto ha portato poi altre famose attrici a uscire allo scoperto, contribuendo a svelare uno scandalo che ha destato grande scalpore nell'ambiente hollywoodiano.

## Vita privata

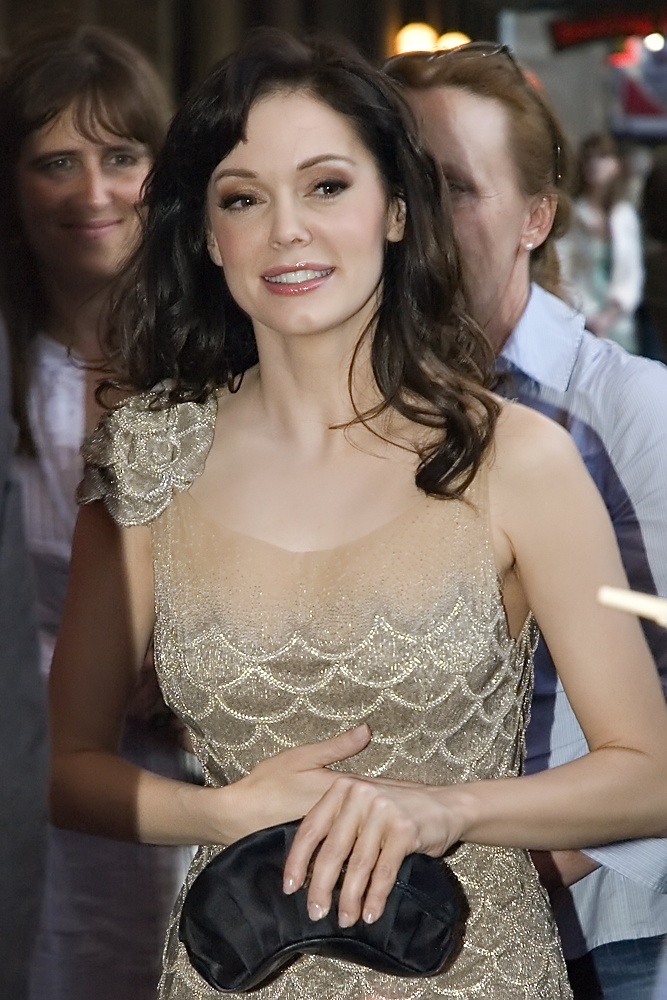
McGowan nel 2007 all'anteprima di Grindhouse - A prova di morte, tra i ruoli più famosi della sua carriera.

Nel 2007 è rimasta ferita sotto a un occhio da un bisturi durante un intervento chirurgico per la sinusite di cui soffriva da diversi anni; in seguito a ciò, ha subito due interventi di chirurgia plastica al viso che ne hanno parzialmente modificato i tratti.
Rose si è sposata nel 2013 a Los Angeles con l'artista visivo Davey Detail, da cui ha poi divorziato nel 2016. Precedentemente aveva avuto una relazione di tre anni e mezzo con il musicista Marilyn Manson, conclusasi nel 2001, mentre dal 2007 al 2009 era stata legata al regista Robert Rodriguez.

## Filmografia

### Attrice

#### Cinema
- Il mio amico scongelato (Encino Man), regia di Les Mayfield (1992)
- Doom Generation (The Doom Generation), regia di Gregg Araki (1995)
- Tonto + tonto (Bio-Dome), regia di Jason Bloom (1996)
- Scream, regia di Wes Craven (1996)
- Kiss & Tell, regia di Jordan Alan (1997)
- Vivere fino in fondo (Going All the Way), regia di Mark Pellington (1997)
- Seed, regia di Karin Thayer – cortometraggio (1997)
- Ecstasy Generation (Nowhere), regia di Gregg Araki (1997)
- Lewis and Clark and George, regia di Rod McCall (1997)
- Phantoms, regia di Joe Chappelle (1998)
- Southie, regia di John Shea (1998)
- Il fascino del male (Devil in the Flesh), regia di Steve Cohen (1998)
- Amiche cattive (Jawbreaker), regia di Darren Stein (1999)
- Sleeping Beauties, regia di Jamie Babbit – cortometraggio (1999)
- Pronti alla rissa (Ready to Rumble), regia di Brian Robbins (2000)
- The Last Stop, regia di Mark Malone (2000)
- Strange Hearts, regia di Michelle Gallagher (2001)
- Monkeybone, regia di Henry Selick (2001)
- Stealing Bess, regia di Luke Cresswell e Steve McNicholas (2002)
- Vacuums, regia di Luke Cresswell (2003)
- Black Dahlia, regia di Brian De Palma (2006)
- Grindhouse - A prova di morte (Death Proof), regia di Quentin Tarantino (2007)
- Grindhouse - Planet Terror (Planet Terror), regia di Robert Rodriguez (2007)
- Fifty Dead Men Walking, regia di Kari Skogland (2008)
- Dead Awake, regia di Omar Naim (2010)
- Machete, regia di Ethan Maniquis e Robert Rodriguez (2010) – scena tagliata
- Conan the Barbarian, regia di Marcus Nispel (2011)
- Rosewood Lane, regia di Victor Salva (2012)
- The Tell-Tale Heart, regia di John La Tier (2014)
- The Last Duane, regia di Chris Ekstein (2015)
- The Sound, regia di Jenna Mattison (2017)

#### Televisione
- Una famiglia tutto pepe (True Colors) – serie TV, episodio 1x06 (1990)
- What About Joan – serie TV, episodio 1x07 (2001)
- Il massacro di Attica (The Killing Yard), regia di Euzhan Palcy – film TV (2001)
- Streghe (Charmed) – serie TV, 112 episodi (2001-2006) - Paige Matthews
- Elvis, regia di James Steven Sadwith – miniserie TV (2005)
- Nip/Tuck – serie TV, 5 episodi (2009)
- Law & Order - Unità vittime speciali (Law & Order: Special Victims Unit) – serie TV, episodio 12x19 (2011)
- L'ultima preghiera (The Pastor's Wife), regia di Norma Bailey – film TV (2012)
- C'era una volta (Once Upon a Time) – serie TV, episodi 2x16-3x18 (2013-2014)
- Chosen – serie TV, 6 episodi (2014)
- Citizen Rose – documentario (2018)

### Doppiatrice
- Darkwatch: Curse of the West – videogioco (2005)
- Terminator Salvation – videogioco (2009)
- Call of Duty: Advanced Warfare – videogioco (2014)
- Ultimate Spider-Man – episodio 90 (2014)

## Programmi TV
- The 26th Annual Genesis Awards (2012)
- Face to Face with 'Weird Al' Yankovic (2012)

## Discografia
- 2020 – Planet 9 [12]

## Opere
- Brave - il coraggio di parlare, HarperCollins, 2018.

## Doppiatrici italiane
Nelle versioni in italiano delle opere in cui ha recitato, Rose McGowan è stata doppiata da:
- Emanuela D'Amico in Streghe, Pronti alla rissa, C'era una volta
- Stella Musy in Doom Generation, L'ultima preghiera
- Domitilla D'Amico in Grindhouse - A prova di morte, Grindhouse - Planet Terror
- Cristina Giachero in Scream
- Sabrina Duranti in Vivere fino in fondo
- Eleonora De Angelis in Phantoms
- Francesca Fiorentini in Amiche cattive
- Connie Bismuto in Monkeybone
- Georgia Lepore in Pronti alla rissa
- Federica De Bortoli in Conan the Barbarian
- Emanuela Damasio in Rosewood Lane
- Patrizia Burul in Elvis
- Patrizia Scianca in Nip/Tuck
- Claudia Catani in Law & Order - Unità vittime speciali

Da doppiatrice è stata sostituita da:
- Patrizia Scianca in Call of Duty: Advanced Warfare